# Куліш Тетяна Анатоліївна
Тетяна Анатоліївна Кулі́ш (нар. 18 липня 1958, Козятин) — українська художниця декоративно-ужиткового мистецтва, модельєрка; членкиня Спілки дизайнерів України з 1988 року.

## Біографія
Народилася 18 липня 1958 року в місті Козятині (нині Вінницька область, Україна). 1981 року закінчила Львівський інститут декоративного і прикладного мистецтва, де навчалася зокрема у Володимира Овсійчука, Марти Токар.
Упродовж 1981—1999 років працювала художницею оформлення тканин Черкаського шовкового комбінату; у 2000—2003 викладала у Черкаському вищому художньо-професійному училищі № 20; одночасно 2002 року працює старшою викладачкою кафедри дизайну Черкаського технологічного університету.

## Творчість
Працює у галузях станкового живопису, графіки, художнього текстилю. Створює картини в техніці художнього розпису та вишивки; олійні, акварельні пейзажі, композиції на теми космосу, природи у реалістичному, декоративному і абстрактному стилях; моделює одяг, аксесуари. Серед робіт:
батики
- «Флокси» (1983);
- «Дощ» (1983);
- диптих «За сонцем хмаринонька пливе» (2008);
- «Прелюдія кохання» (2009);
- «Весна» (2013);
- «Літо» (2013);
- «Осінь» (2013);
- «Зима» (2013);

акварелі
- «Ранок у селі Пастирському» (2003);
- «Водопій» (2003);
- «Колиска для лялечок» (2008);
- «Жінка з лялькою» (2008);
- «Фортуна» (2008);
- серія  «На кавовій гущі» (2008);

живопис
- «Найдорожче» (2009);
- «Тополя» (2010);
- «На щастя, на долю» (2012).

Бере участь в обласних та всеукраїнських мистецьких виставках з 1982 року. Персональні виставки відбулися у Черкасах у 1999, 2008, 2011, 2013 роках.
Окремі роботи художниці зберігаються в Національному музеї українського народного декоративного мистецтва у Києві, Черкаських художньому і краєзнавчому музеях.